# Cyriopagopus paganus
Cyriopagopus paganus é uma espécie de aranha pertencente à família Theraphosidae.